# Olga Kuzenkova
Olga Sergejevna Kuzenkova (ryska: Олъга Сергеевна Кузенкова), född den 4 oktober 1970, Smolensk, Ryska SSR, Sovjetunionen är en före detta rysk friidrottare som tävlade i släggkastning och tillhörde grenens pionjärer. 
Kuzenkova deltog vid EM 1998 vilket var första gången som slägga för damer fanns med på programmet. Hon slutade på andra plats efter Mihaela Melinte med ett längsta kast på 69,28. Vid VM 1999 blev hon åter silvermedaljör och återigen var det Melinte som slog henne. Denna gång kastade hon 72,56. 
Vid Olympiska sommarspelen 2000 i Sydney slutade hon åter tvåa, denna gången var det polskan Kamila Skolimowska som slog henne med knappt två meter. Vid VM 2001 i Edmonton blev hon slagen i finalen av kubanskan Yipsi Moreno med ynka fyra centimeter och fick ytterligare en silvermedalj till samlingen. 
Däremot blev EM 2002 en framgång då hon fick se sig själv som segrare efter att ha kastat 72,94. Vid VM i Paris 2003 upprepade sig mönstret från Edmonton. Kuzenkova slutade tvåa efter Moreno även om marginalen denna gång var knappt två meter. 
Vid Olympiska sommarspelen 2004 i Aten slog hon emellertid Moreno när hon med ett kast på 75,02, vilket då var nytt olympiskt rekord, blev guldmedaljör. Även vid VM 2005 blev det en kamp mellan Moreno och Kuzenkova som den senare gick segrande ur. Med ett kast på 75,10 vann hon med nästan två meter mot kubanskan. Enligt engelska wikipedia fråntogs Olga Kuzenkova EM-guldet 2005 på grund av positivt dopningsprov.
Kuzenkova avstod EM 2006 och deltog vid VM 2007 där hon kastade 66,56 i kvalet vilket inte räckte till en finalplats.

## Världsrekord
IAAF börjar räkna världsrekord för damer i slägga från 1994 och året efter noterade Kuzenkova sitt första världsrekord då hon kastade 68,16. Hon förbättrade rekordet fyra gånger och blev den första kvinna att kasta över 70 meter. 1999 slog Melinte hennes världsrekord men året efter kastade Kuzenkova 75,68 och tog tillbaka rekordet. Efter en justering av materialet där rekordlängderna minskade så förbättrade hon rekordet ytterligare till 73,07 innan Moreno slog hennes rekord 2003.